# رجل في القطار
رجل في القطار هو فيلم من نوع جريمة وكوميديا وإثارة ودراما أُصدر في 2 أكتوبر 2002. الفيلم من توزيع باراماونت فانتايج، وهو من إخراج باتريس لوكونت، أما السيناريو فكان من كتابة كلود كلوتز ‏.

## القصة
في بلدة فرنسية صغيرة، يصل رجل ذو مظهر خشن يدعى ميلان إلى المدينة بمفرده بواسطة القطار. وهو يعاني من صداع، يدخل إلى الصيدلية لشراء الأسبرين، وهناك يلتقي بمانيسكييه، العازب المثقف الذي يعيش في منزل كبير بمفرده. بما أن الفندق الوحيد في المدينة مغلق، يعرض مانيسكييه على الغريب أن يقيم عنده طوال الليل. وبينما يسعد مانيسكييه بالحديث عن حياته واهتماماته، يظل ميلان الصامت لا يخبره من هو أو لماذا جاء إلى المدينة. يتم الكشف في ما بعد أن السبب هو أنه سيلتقي بثلاثة مجرمين آخرين لسرقة بنك المدينة.
على مدار الأيام التالية، يبدأ الرجلان المختلفان تمامًا في التقارب، حيث يتم تعريف ميلان بالموسيقى والشعر، بينما يتعلم مانيسكييه الذوق أن يكون قاسيًا مع النساء والرجال الآخرين. في يوم السبت، يلتقي كل منهما بمصيره: مانيسكييه سيخضع لجراحة تحويل مسار الشرايين التاجية الثلاثية، بينما سينضم ميلان إلى شركائه في الجريمة لسرقة البنك. تفشل السرقة، حيث تم إبلاغ الشرطة بالأمر، ويُطلق النار على ميلان. كما أن العملية الجراحية أيضًا فاشلة، حيث يموت مانيسكييه على طاولة العمليات.
في خاتمة سريالية قصيرة، يعود كل رجل ميت إلى الحياة وتستأنف صداقتهما غير المحتملة.

## طاقم التمثيل
- جان روشفور
- جان فرانسواس ستيفن
- موريس تشفيت
- جوني هوليداي
- Charlie Nelson  [لغات أخرى]‏
- إديث سكوب
- Armand Chagot  [لغات أخرى]‏
- ايزابيل جاك بيتي  [لغات أخرى]‏
- Riton Liebman [الإنجليزية]‏
- Yves Belluardo  [لغات أخرى]‏

## الإنتاج
موسيقى الفيلم التصويرية كانت من تأليف Pascal Estève ‏.  تم تصوير الفيلم في مدينة أنوناي (أرديش)، في محطة قطار تين-هيرميتيج - تورنون في تين-هيرميتيج (دروما) وفي متحف الفنون الجميلة وفورفيير في ليون.

## الإصدار
استحوذت شركة باراماونت كلاسيكس على حقوق توزيع الفيلم في الولايات المتحدة، وطرحت له عرضًا محدودًا في دور السينما الأمريكية في 9 مايو 2003 في 85 مسرحًا فقط. حقق الفيلم إجمالي إيرادات قدره 2,542,020 دولارًا في دور السينما الأمريكية، وهو نتيجة قوية لفيلم غير ناطق بالإنجليزية. كانت باراماونت كلاسيكس في غاية السعادة بأداء الفيلم في السوق الأمريكية.

## الاستقبال
على موقع تقييم الأفلام "روتن توميتوز"، حصل الفيلم على 92% من التقييمات الإيجابية من 116 ناقدًا، مع متوسط تقييم 7.5/10. وكان إجماع الموقع يقول: "دراسة شخصيات جميلة وتأملية مع أدائين رائعين في مركزها." أما موقع "ميتاكريتيك"، الذي يعتمد على المتوسط المرجح، فقد منح الفيلم درجة 75 من 100 بناءً على 36 ناقدًا، مما يشير إلى "مراجعات إيجابية عمومًا".

## الجوائز
فاز الفيلم بجوائز الجمهور في مهرجان فينيسيا السينمائي لعام 2002 في فئتي "أفضل فيلم" و"أفضل ممثل" (جان روشفور).

## إعادة إنتاج باللغة الإنجليزية
في عام 2011، تم إصدار إعادة إنتاج باللغة الإنجليزية لهذا الفيلم، حيث قام دونالد ساذرلاند بدور الأستاذ ولاري مولين جونيور بدور اللص.

## وصلات خارجية
- رجل في القطار على موقع IMDb (الإنجليزية)
- رجل في القطار على موقع ميتاكريتيك (الإنجليزية)
- رجل في القطار على موقع روتن توميتوز (الإنجليزية)
- رجل في القطار على موقع نتفليكس (الإنجليزية)
- رجل في القطار على موقع ألو سيني (الفرنسية)
- رجل في القطار على موقع Turner Classic Movies (الإنجليزية)
- رجل في القطار على موقع أول موفي (الإنجليزية)
- رجل في القطار على موقع فيلمافينيتي (الإسبانية)
- رجل في القطار على موقع قاعدة بيانات الأفلام السويدية (السويدية)
- رجل في القطار على موقع قاعدة بيانات الفيلم (الإنجليزية)